# Dark as a Dungeon
Dark as a Dungeon est une chanson écrite par l'auteur-compositeur-interprète Merle Travis. C'est une complainte sur les dangers et la corvée de la vie de mineur dans un puits de mine de charbon des Appalaches. Elle est devenue une chanson de ralliement chez les mineurs pour trouver de meilleures conditions de travail.
La chanson se fait particulièrement connaître lorsqu'elle est chantée par Johnny Cash, lors d'un concert le 13 janvier 1968 dans la prison d'État de Folsom en Californie, d'où est issu l'album At Folsom Prison.
Dans l'épisode 6 de la saison 8 de la série télévisée The Big Bang Theory, Sheldon chante cette chanson durant sa préparation à la vie de minier avec Raj.